# Vladimir Boljević
Vladimir Boljević (ur. 17 stycznia 1988 w Titogradzie) – czarnogórski piłkarz występujący na pozycji pomocnika w czarnogórskim klubie  FK Podgorica.

## Kariera klubowa
Boljević jest wychowankiem Zety Golubovci, której barwy reprezentował od czasów, gdy miał 9 lat. Po rozpadzie Serbii i Czarnogóry klub Boljevicia został pierwszym w historii piłkarskim mistrzem Czarnogóry. Dzięki tytułowi, w sezonie 2007/2008 Czarnogórzec zadebiutował w europejskich pucharach, w kwalifikacjach Pucharu UEFA. W kolejnych rozgrywkach jego drużyna wystąpiła w rundzie eliminacyjnej Ligi Mistrzów. W sezonie 2010/2011 Boljević zagrał także w kwalifikacjach Ligi Europejskiej. 15 lutego 2011 roku oficjalnie został zawodnikiem Cracovii. W barwach nowego zespołu zadebiutował 13 marca tego roku w wygranym spotkaniu ligowym z Lechem Poznań (1:0).

## Kariera reprezentacyjna
Boljević ma za sobą dwa występy w reprezentacji Czarnogóry U-21.

## Statystyki kariery
stan na 23 czerwca 2016
| Klub               | Sezon              | Liga               | Liga  | Liga   | Puchary krajowe | Puchary krajowe | Europa | Europa | Suma  | Suma   |
| Klub               | Sezon              | Liga               | Mecze | Bramki | Mecze           | Bramki          | Mecze  | Bramki | Mecze | Bramki |
| ------------------ | ------------------ | ------------------ | ----- | ------ | --------------- | --------------- | ------ | ------ | ----- | ------ |
| Cracovia           | 2010/11            | Ekstraklasa        | 12    | 0      | 0               | 0               | –      | –      | 12    | 0      |
| Cracovia           | 2011/12            | Ekstraklasa        | 22    | 2      | 2               | 0               | –      | –      | 24    | 2      |
| Cracovia           | 2012/13            | I liga             | 32    | 15     | 2               | 0               | –      | –      | 34    | 15     |
| Cracovia           | 2013/14            | Ekstraklasa        | 34    | 1      | 1               | 0               | –      | –      | 35    | 1      |
| Cracovia           | Ogólnie            | Ogólnie            | 100   | 18     | 5               | 0               | 0      | 0      | 105   | 18     |
| AEK Larnaka        | 2014/15            | Protathlima A'     | 30    | 3      | –               | –               | –      | –      | 30    | 3      |
| AEK Larnaka        | 2015/16            | Protathlima A'     | 31    | 1      | –               | –               | 2      | 0      | 33    | 1      |
| AEK Larnaka        | Ogólnie            | Ogólnie            | 61    | 4      | 0               | 0               | 2      | 0      | 63    | 4      |
| Ogólnie w karierze | Ogólnie w karierze | Ogólnie w karierze | 161   | 22     | 5               | 0               | 2      | 0      | 168   | 22     |

## Sukcesy

### Zeta Golubovci
- Prva crnogorska liga

Mistrzostwo: 2006/2007